# Amphinecta milina
Amphinecta milina là một loài nhện trong họ Amphinectidae. Loài này phân bố ở New Zealand.